# Астродон
Астродон (лат. Astrodon) — род динозавров завропод, живших во времена нижнемеловой эпохи на территории современных Нигера и США.
Тело астродона держали сильные ноги. Имел небольшую шею и голову. Длина составляла 15—18 метров, высота — 9 метров. Весил около 30 тонн. 
Динозавр питался хвоей и папоротниками. На астродона могли нападать тероподы, такие как ютараптор и акрокантозавр.

## Таксономическая история
Голотип был описан Джонстоном в 1859 г. по одному полному зубу и фрагементу второго зуба, ныне хранящихся в Музее естественной истории Пибоди Йельского университета. В разные времена род отождествляли с Pleurocoelus Marsh, 1888, к которому относили многие фрагментарные находки юрских и меловых завропод. Однако, согласно недавним исследованиям, в формации Арундел (Мэриленд), где и был впервые описан астродон, существовал только один вид завропод, поэтому ко всему ископаемому материалу было применено название Astrodon johnsoni.

## Описание
На надзатылочной кости присутствовал широкий низкий гребень и высокое узкое затылочное отверстие. Шейные позвонки были короткими, очень широкими, с очень крупными плевроцелями, благодаря которым тело позвонка выглядело как подобие оболочки. Для спинных позвонков характерны высокие, четко очерченные плевроцели. На вентральной поверности задних крестцовых костей располагалась заметная бороздка. Передний хвостовой позвонок очень короткий, округлый, амфиплатицельный; невральные отростки низкие. 
Марш относил астродона к некрупным завроподам, однако Кранц отметил, что известны значительно более крупные образцы, включая бедренную кость, длина которой составляла 1,25-1,5 м. Столь крупный размер ставит астродона в один ряд с другим нижнемеловым брахиозавром, цедарозавром. 